# Farhan Mehboob
Farhan Mehboob (ourdou : فرحان محبوب), né le 23 octobre 1988 à Peshawar, est un joueur professionnel de squash représentant le Pakistan. Il atteint, en mai 2009, la 16e place mondiale sur le circuit international, son meilleur classement.

## Biographie
C'est le neveu de l'ancien champion du monde Jansher Khan. Il est champion d'Asie par équipes en 2014 et 2016.

## Palmarès

### Titres
- Championnats d'Asie par équipes : 2 titres (2014, 2016)